# Дубове (Єврейська автономна область)
Дубове (рос. Дубовое) — село у Біробіджанському районі Єврейської автономної області Російської Федерації.
Входить до складу муніципального утворення Дубовське сільське поселення. Населення становить 1043 особи (2010).

## Історія
Згідно із законом від 26 листопада 2003 року органом місцевого самоврядування є Дубовське сільське поселення.

## Населення
| 2002 | 2010  |
| ---- | ----- |
| 1231 | ↘1043 |